# Калиник IV Константинополски
Калиник IV Константинополски (на гръцки: Καλλίνικος Δ΄) е православен духовник, браилски митрополит от 23 септември 1743 г. до 1748 година и вселенски патриарх за кратко през 1757 година.

## Биография
Роден е в 1713 година в Загора, Пилио, със светско име Константин Хаджидимитру Маврикиос (на гръцки: Κωνσταντίνος Χατζηδημητρίου Μαυρίκιος). Брат е на архиепископ Григорий Димитриадски (1757 - 1794). Получава ранното си образование в училището в Загора. В 1728 година заминава за Цариград за по-нататъшно обучение в Патриаршеската академия, където, наред с други, има за учител Николаос Критиас. На 24 юни 1740 година е ръкоположен за дякон от патриарх Паисий II Константинополски. На 29 август 1741 година е ръкоположен за презвитер и е повишен във велик протосингел на Вселенската патриаршия (1741 - 1743).
На 23 септември 1743 година е избран и по-късно ръкоположен за браилски и томаровски митрополит. През октомври 1748 година той подава оставка, „виждайки (смирението ми) слабостта и неуправляемостта на моята провинция... и за да мога да остана свободен, необезпокояван и необременен от дълга на тази провинция и претенциите на кредиторите“.
Завръща се в Цариград и става наместник на църквата „Свети Димитър Канавски“. 
На 16 януари 1757 година е избран за вселенски патриарх. Той се замесва в спора относно необходимостта от повторно кръщение на новопокръстените от Римокатолическата и Арменската апостолическа църква и на 24 юли 1757 година е низвергнат. На 3 август 1757 година той е свален. Първоначално е заточен на Лемнос, а след това на планината Синай. През януари 1761 година той бяга от Синай и през април същата година се завръща в Константинопол. На 22 януари 1762 госина детронацията е отменена с мотива, че е бил свален от трона по фалшиви и неоснователни обвинения. През октомври 1762 година се установява в родния си Загора, където умира на 6 януари 1791 година.